# Andrônico Paleólogo (genro de Teodoro I)
Andrônico Paleólogo (em grego: Ἀνδρόνικος Παλαιολόγος; romaniz.: Andrónikos Palaiológos; m. c. 1216) foi genro e herdeiro aparente do imperador de Niceia Teodoro I Láscaris na década de 1210.

## Vida
A história de Andrônico é muito obscura. Como diz R. Macrides, "quase tudo o que se sabe sobre ele [...] é discutível: sua identidade (nome), a data de seu casamento, a data de sua morte, a causa de sua morte". Nada se sabe sobre sua origem e primeiros anos e até mesmo seu nome é incerto, atesta o metropolita de Éfeso, Nicolau Mesarita, que celebrou seu casamento, que o chama de "Constantino Ducas Paleólogo" num sermão sobre ele. Todos os demais cronistas bizantinos, por outro lado, começando com Jorge Acropolita, que é a principal fonte para sua vida, o chamam de Andrônico e acredita-se que o nome diferente no relato de Mesarita seja um erro de transcrição de um copista posterior.
Andrônico foi mencionado primeiro por Acropolita como tendo participado na campanha de 1211 contra o Império Latino que terminou com a derrota nicena na Batalha de Ríndaco. No decurso da campanha, o imperador latino Henrique da Flandres tomou as cidades de Lentiana e Pomaneno. Andrônico era evidentemente um dos principais comandantes do cerco de Lentiana, foi capturado e, depois, solto pelos latinos. Por causa da ordem cronológica da narrativa de Acropolita, o casamento de Andrônico com Irene Lascarina, a filha mais velha do imperador niceno Teodoro I, era, antigamente, considerada como contemporânea dos eventos de 1211, mas são, hoje em dia, datados em fevereiro de 1216. Depois do casamento, Andrônico foi elevado ao título de déspota e tornou-se herdeiro aparente de Teodoro, que não tinha filho varão. Contudo, morreu logo em seguida de uma "condição sexual", segundo Acropolita, e Irene foi casada com João Ducas Vatatzes, que depois acabaria sucedendo Teodoro como imperador.